# میرجلال قاسموف

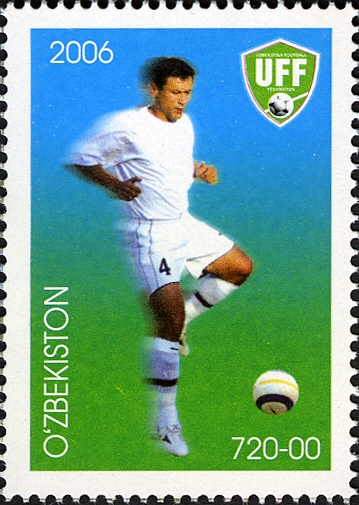
تمبر میرجلال قاسموف - ۲۰۰۶

میرجلال قاسموف (ازبکی: Mirjalol Qoʻshoqovich Qosimov؛ زادهٔ ۱۷ سپتامبر ۱۹۷۰) یک بازیکن فوتبال و سرمربی اهل ازبکستان است. نام خانوادگی این مربی در فارسی معمولاً به‌اشتباه کاسیموف تلفظ می‌شود.
از باشگاه‌هایی که در آن بازی کرده‌است می‌توان به باشگاه فوتبال الشباب امارات، باشگاه فوتبال دینامو مینسک، و باشگاه فوتبال پاختاکور اشاره کرد.
وی همچنین در تیم ملی فوتبال ازبکستان بازی کرده‌است.